# Ігнат Марія Захарівна
Марія Захарівна Ігнат (нар. 27 серпня 1954, село Нові Каплани, тепер Арцизького району Одеської області) — українська радянська діячка, бригадир овочівницької бригади радгоспу «Озерний» Ізмаїльського району Одеської області. Депутат Верховної Ради УРСР 10—11-го скликань.

## Біографія
Освіта середня спеціальна. Член ВЛКСМ.
З 1973 року — бригадир овочівницької бригади радгоспу «Озерний» села Озерне Ізмаїльського району Одеської області.
Потім — на пенсії в селі Озерне Ізмаїльського району Одеської області.

## Нагороди
- ордени
- медалі